# Circuito de Getxo 2006
Il Circuito de Getxo 2006, sessantunesima edizione della corsa e valida come evento dell'UCI Europe Tour 2006 categoria 1.1, si svolse il 31 luglio 2006 su un percorso totale di 185 km. Fu vinto dallo spagnolo Mikel Gaztañaga che terminò la gara in 4h03'43", alla media di 45,54 km/h.
Al traguardo 71 ciclisti portarono a termine il percorso.

## Ordine d'arrivo (Top 10)
| Pos. | Corridore          | Squadra      | Tempo    |
| ---- | ------------------ | ------------ | -------- |
| 1    | Mikel Gaztañaga    | Atom         | 4h03'43" |
| 2    | Carlos Torrent     | Viña Magna   | s.t.     |
| 3    | Javier Benítez     | Grupo Mateos | s.t.     |
| 4    | Ángel Edo          | Andalucía    | s.t.     |
| 5    | Xabat Otxotorena   | Orbea        | s.t.     |
| 6    | Óscar Grau         | Viña Magna   | s.t.     |
| 7    | Aaron Kemps        | Astana       | s.t.     |
| 8    | Antonio Miguel     | Massi        | s.t.     |
| 9    | Andoni Aranaga     | Euskaltel    | s.t.     |
| 10   | José Joaquín Rojas | Astana       | s.t.     |